# Tobias Foss
Tobias Svendsen Foss (* 25. Mai 1997 in Vingrom) ist ein norwegischer Radrennfahrer. Er wurde im Jahr 2022 Weltmeister im Einzelzeitfahren.

## Sportlicher Werdegang
Seine sportliche Laufbahn begann Foss mit 10 Jahren beim Biathlon, durch einen Freund aus seinem Verein kam er zum Radsport. Im Juniorenalter wurde er mehrfacher norwegischer Meister, bei den Junioren-Europameisterschaften gewann er 2014 die Bronzemedaille und 2015 die Silbermedaille jeweils im Einzelzeitfahren.
Mit dem Wechsel in die U23 wurde Foss Mitte 2016 Mitglied beim damaligen Team Team Joker, sein größter Erfolg war der Gewinn der Nachwuchswertung bei der Tour of Norway. Zur Saison 2018 wechselte zum damaligen Uno-X Norwegian Development Team, um weitere Erfahrungen in der U23 auf internationaler Ebene zu sammeln. Er gewann die Nachwuchswertung der Slowakei-Rundfahrt und belegte den sechsten Platz in der Gesamtwertung. Im Jahr 2019 setzte er sich als Gesamtvierter in der Nachwuchswertung der Volta ao Alentejo durch und stand als Dritter auf dem Podium der U23-Austragung von Lüttich–Bastogne–Lüttich. Nachdem er in den vorangegangenen Jahren Siebter und Neunter der Tour de l’Avenir geworden war, sicherte er sich im Jahr 2019 den Gesamtsieg der französischen Nachwuchsrundfahrt und empfahl sich für einen Vertrag als Profi-Radsportler.
Zur Saison 2020 wechselte Foss zum UCI WorldTeam Jumbo-Visma. Bei seinem Debüt für das Team bei der Valencia-Rundfahrt stürzte er auf der zweiten Etappe und brach sich das Schlüsselbein. Nach der verletzungsbedingten Pause belegte er im Juli den zweiten Platz bei den norwegischen Meisterschaften im Einzelzeitfahren der Elite. Mit dem Giro d’Italia 2020 nahm Foss an seiner ersten Grand Tour teil, konnte diesen jedoch nicht beenden, da sich das komplette Team Jumbo-Visma nach dem positiven Corona-Test von Steven Kruijswijk aus dem Rennen zurückzog. In der Saison 2021 wurde er erstmals norwegischer Meister in der Elite, sowohl im Straßenrennen als auch im Einzelzeitfahren. Beim Giro d’Italia 2021 kam er als Neunter unter die Top 10 der Gesamtwertung. Weiters vertrat er Norwegen bei den Olympischen Spielen von Tokio.
Nachdem er beim Giro d’Italia 2022 nicht an seine vorangegangenen Leistungen anschließen konnte, erzielte Tobias Foss seinen bisher größten Erfolg seiner Karriere, als er überraschend Weltmeister im Einzelzeitfahren wurde. In der Folgesaison blieb er ohne Einzelerfolg und wurde auch nicht bei den Grand Tours eingesetzt.
Nach vier Jahren bei Jumbo-Visma wechselte er zur Saison 2024 zum Team Ineos Grenadiers und gewann dort in seiner ersten Saison eine Etappe der Tour of the Alps. Er startete für sein Land bei den Olympischen Sommerspielen 2024 in Paris und belegte im Einzelzeitfahren den 13. und im Straßenrennen den 74. Platz.

## Erfolge
2014
- Norwegischer Meister (Junioren) – Mannschaftszeitfahren
- Europameisterschaften (Junioren) – Einzelzeitfahren

2015
- Norwegischer Meister (Junioren) – Straßenrennen, Einzelzeitfahren und Mannschaftszeitfahren
- Europameisterschaften (Junioren) – Einzelzeitfahren

2016
- Norwegischer Meister – Mannschaftszeitfahren
- Mannschaftszeitfahren ZLM Tour

2017
- Nachwuchswertung Tour of Norway

2018
- Nachwuchswertung Okolo Slovenska

2019
- Nachwuchswertung Volta ao Alentejo
- Gesamtwertung Tour de l’Avenir

2021
- Norwegischer Meister – Einzelzeitfahren
- Norwegischer Meister – Straßenrennen

2022
- Norwegischer Meister – Einzelzeitfahren
- Weltmeister – Einzelzeitfahren

2023
- Mannschaftszeitfahren Paris–Nizza

2024
- eine Etappe und Punktewertung Tour of the Alps

2025
- Norwegischer Meister – Einzelzeitfahren

## Wichtige Platzierungen
| Grand Tour            | 2020 | 2021 | 2022 | 2023 | 2024 | 2025 |
| --------------------- | ---- | ---- | ---- | ---- | ---- | ---- |
| Giro d’ItaliaGiro     | DNF  | 9    | 54   | –    | 79   | –    |
| Tour de FranceTour    | –    | –    | –    | –    | –    | 70   |
| Vuelta a EspañaVuelta | –    | –    | –    | –    | –    |      |

| Weltmeisterschaft        | 2020 | 2021 | 2022 | 2023 | 2024 |
| ------------------------ | ---- | ---- | ---- | ---- | ---- |
| StraßenrennenStraße      | –    | –    | 84   | –    | DNF  |
| EinzelzeitfahrenEZF      | –    | –    | 1    | 11   | 7    |
| MannschaftszeitfahrenMZF | –    | –    | –    | –    | –    |